# Frank Cardea
Frank Cardea est un scénariste et producteur de télévision américain né le 17 août 1947 à Norwalk.

## Filmographie
Frank Cardea a uniquement travaillé pour la télévision (séries télévisées ou téléfilms) ; voici sa filmographie :
- 1977 : Washington: Behind Closed Doors (série télévisée) ; producteur associé
- 1982 - 1983 : Frank, chasseur de fauves (série télévisée) ; créateur, producteur, coproducteur exécutif et scénariste de 17 épisodes
- 1983 : Sawyer and Finn (téléfilm) ; producteur
- 1983 : O'Malley (téléfilm) ; producteur
- 1984 : It Came Upon the Midnight Clear (téléfilm) ; scénariste
- 1984 : Harry Fox, le vieux renard (série télévisée) ; producteur ; scénariste de 31 épisodes
- 1987 : Still Crazy Like a Fox (téléfilm) ; producteur exécutif ; créateur des personnages et scénariste
- 1991 : The Hit Man (téléfilm) ; producteur exécutif ; scénariste
- 1991 : Gabriel Bird (série télévisée) ; producteur exécutif (1 épisode) ; scénariste d'un épisode
- 1993 : Dying to Remember (téléfilm) ; producteur exécutif
- 1994 : The Cosby Mysteries (téléfilm) ; producteur
- 1994 : Search and Rescue (téléfilm) ; scénariste
- 1995 : The Great Defender (série télévisée) ; scénariste d'un épisode)
- 1995 : High Sierra Search and Rescue (série télévisée) ; scénariste d'un épisode
- 1999 : Spécial OPS Force (série télévisée) ; producteur exécutif (4 épisodes) ; scénariste d'un épisode
- 2003 : Le Justicier de l'ombre (série télévisée) ; producteur consultant (4 épisodes) ; scénariste de 3 épisodes
- 2003 - ... : NCIS : Enquêtes spéciales (série télévisée) ; producteur consultant puis coproducteur exécutif (167 épisodes) ; scénariste de 26 épisodes
- 2007 : Painkiller Jane (série télévisée) ; scénariste d'un épisode
- 2008 : Kiss Me Deadly (téléfilm) ; scénariste